# 大里登塔尔
大里登塔尔是奥地利下奥地利州图尔恩县的一个市镇。总面积18.83平方公里，总人口955人，人口密度50.7人/平方公里（2005年）。